# Ardentown
Ardentown è un comune degli Stati Uniti, situata nella Contea di New Castle, nello Stato del Delaware. Secondo il censimento del 2000 la popolazione era di 300 abitanti.

## Geografia fisica
Secondo i rilevamenti dello United States Census Bureau, il comune di Ardentown si estende su una superficie totale di 0,6 km², tutti quanti occupati da terre.

## Popolazione
Secondo il censimento del 2000, ad Ardentown vivevano 300 persone, ed erano presenti 82 gruppi familiari. La densità di popolazione era di 506 ab./km². Nel territorio comunale si trovavano 141 unità edificate. Per quanto riguarda la composizione etnica degli abitanti, il 93,67% era bianco, l'1,00% era afroamericano e il 4,33% proveniva dall'Asia. Il restante 1,00% della popolazione apparteneva ad altre razze o a più di una. La popolazione di ogni razza proveniente dall'America Latina corrispondeva allo 0,33% degli abitanti.
Per quanto riguarda la suddivisione della popolazione in fasce d'età, il 15,0% era al di sotto dei 18, il 2,3% fra i 18 e i 24, il 25,3% fra i 25 e i 44, il 34,3% fra i 45 e i 64, mentre infine il 23,0% era al di sopra dei 65 anni di età. L'età media della popolazione era di 48 anni. Per ogni 100 donne residenti vivevano 80,7 maschi.